# Haberatshofen
Haberatshofen ist eine im Jahr 1845 aufgegebene Wüstung im Sachsenrieder Forst und liegt im Gebiet der Gemeinde Bidingen im schwäbischen Landkreis Ostallgäu.

## Geschichte

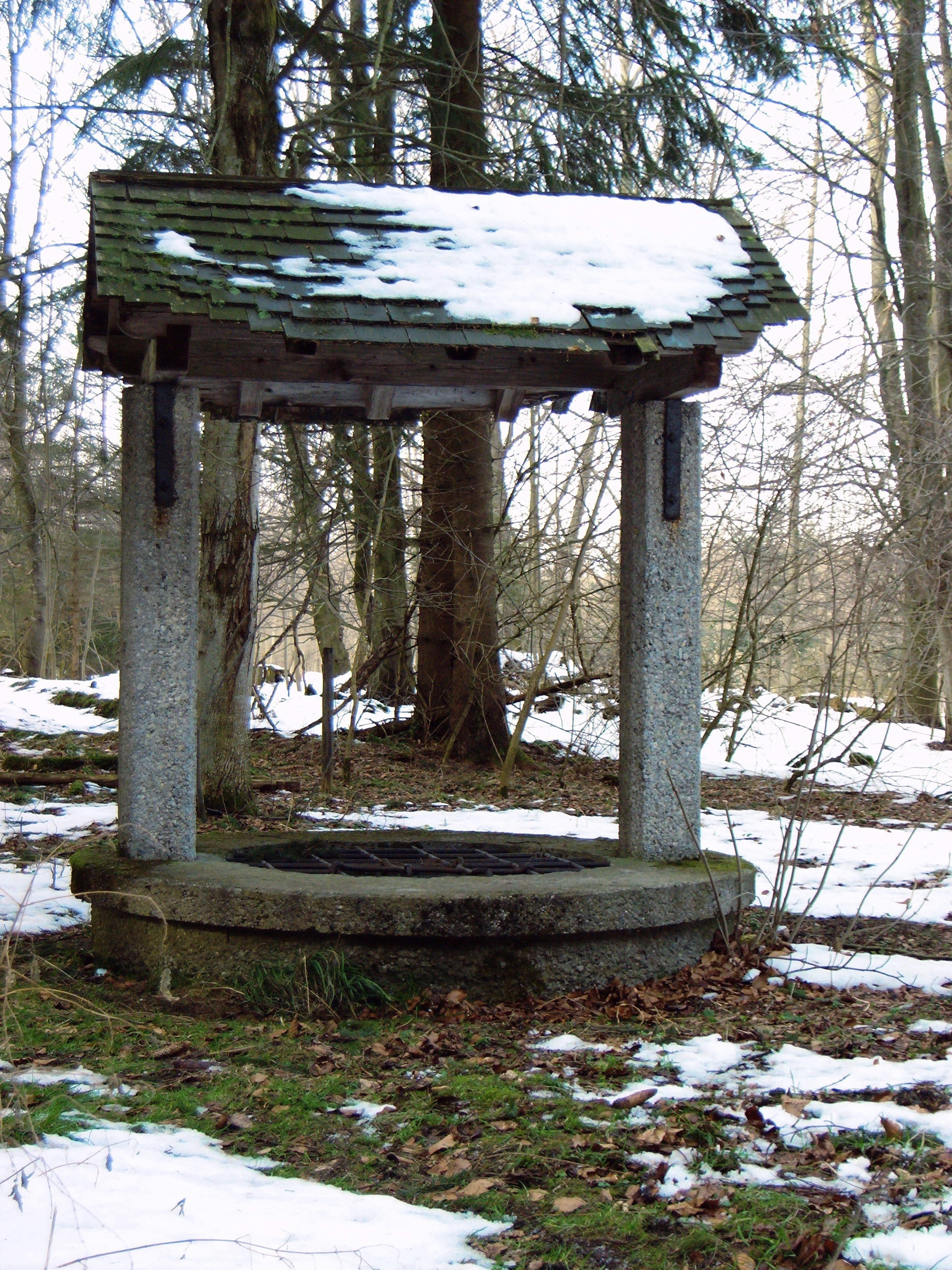
Ehemaliger Tiefbrunnen der Wüstung Haberatshofen

Die erste urkundliche Erwähnung des Ortes datiert 1126, als das Gut Hadebrechtshofen von Adelbero von Habratshofen und seiner Mutter Enzila an das Kloster Rottenbuch übergeben wurde, an das der Zehent entrichtet werden musste.
1809 bestand Haberatshofen aus drei schindelgedeckten Bauernhöfen und einer Kapelle, bei den Familien Fischer, Seelos und Nett lebten zu dieser Zeit 18 Personen, 6 Pferde, 1 Fohlen, 12 Kühe und 4 Kälber.
Der Ort litt schon immer unter Wasserknappheit – wenn der Tiefbrunnen trockengefallen war, musste Wasser in Fässern über die "Wassersteige", einen steilen Waldweg aus dem benachbarten Ödwang heraufgebracht werden. Mit dem Verbot der Waldweide im Jahr 1841 wurde den Bauern Haberatshofen die Grundlage entzogen – alle drei Familien siedelten 1845 nach Schwabsoien über. Der bayerische Staat kaufte den Grund, ließ die Höfe abreißen und die gerodeten Flächen aufforsten. Die Kapelle diente bis 1910 als Unterstand für Waldarbeiter.
Heute ist nur noch der Brunnen erhalten. Im Wald zu finden sind noch die Grundmauern der Kapelle mit einem Gedenkstein, die Reste einiger Grabsteine sowie einige alte Kellergruben der Bauernhöfe.